# KIDS DANCE TV FRONTLINE
KIDS DANCE TV FRONTLINE (キッズダンスTV フロントライン) は、2009年より大阪府にて毎月開催するキッズ向けダンスイベント。
2008年より企画スタート、2009年1月より開催スタート。
2009年4月よりケーブルテレビJ:COMにて全国放送、2019年9月放送終了となるもイベントは好評につきその後も毎月開催。
司会はMC MORIYA、プロデュースも行っている。

## 部門

### 大阪大会/地方大会
- ソロバトル(〜中学校3年生まで)
- チームダンスコンテスト(小学生部門)
- チームダンスコンテスト(中学生部門)

### リモート大会
コロナ禍により開催開始となったYouTubeでのオンライン大会
- ソロコンテスト(小学生部門)
- ソロコンテスト(中学生部門)
- チームダンスコンテスト(小学生部門)
- チームダンスコンテスト(中学生部門)

## 開催場所
2009年〜2019年まで大阪府大阪市港区波除にある小劇場 世界館にて開催。
2020年〜現在は大阪府大阪市住之江区新北島にあるGRAFFY HALLにて開催中。
2022年現在、出演エントリーはHPより受付。観覧チケットもHPより購入可能。

## 過去出場著名人
- 大西流星(ジャニーズ所属、なにわ男子)
- 二宮 星(連続テレビ小説『カーネーション』でヒロイン小原糸子（演：尾野真千子）の少女時代役)
- 二宮 輝生(連続テレビ小説「ごちそうさん」「マッサン」「あさが来た」「まんぷく」に出演)
- KARIN(スタードラフト会議,犬童一心監督作品moumoonショートムービー[1]出演)
- JJ(Trainee Aメンバー。HYBE所属、レーベルBIGHIT MUSIC)
- Shigekix(2018年ブエノスアイレスユースオリンピック銅メダリスト)